# Konstantin Tereshchenko
Konstantin Tereshchenko (en Russe : Константи́н Тере́щенко), né le 17 juin 1994 à Moscou en Russie, est un pilote automobile russe.
Il a remporté le championnat espagnol de Formule 3 en 2015 avec l'écurie Campos Racing.

## Carrière
En 2018, après une première expérience dans le monde de l'endurance grâce aux rookie Test de Bahrain, Konstantin Tereshchenko s'engage avec l'écurie AVF by Adrián Vallés dans le championnat European Le Mans Series avec Henrique Chaves comme copilote. Les pilotes et l'écurie débarquaient de la monoplace, ils avaient donc tout à apprendre. La saison a été compliquée avec une auto en retrait par rapport aux Ligier JS P217 et Oreca 07. Le meilleur résultat a été une 8e place aux 4 Heures de Silverstone. Pourtant, les deux pilotes ont réussi à hisser la voiture dans les 5 premières places de certaines courses, sans jamais pouvoir y rester.
En 2019, toujours en European Le Mans Series, Konstantin Tereshchenko change d'écurie et s'engage avec le Panis-Barthez Compétition. Il a comme co-équipers durant la saison l'expérimenté Timothé Buret et Léonard Hoogenboom. Cette saison sera également marquée par la première participation de Konstantin Tereshchenko aux 24 Heures du Mans avec l'écurie ARC Bratislava.

## Palmarès

### 24 Heures du Mans
| Année | Écurie         | Copilotes                        | Voiture               | Classe | Tours | Pos. | Class Pos. |
| ----- | -------------- | -------------------------------- | --------------------- | ------ | ----- | ---- | ---------- |
| 2019  | ARC Bratislava | Miroslav Konôpka Henning Enqvist | Ligier JS P217-Gibson | LMP2   | 160   | Abd. | Abd.       |

### European Le Mans Series
| Année | Écurie                    | Châssis        | Moteur                              | Classe | 1                 | 2             | 3                 | 4               | 5               | 6             | Position | Points |
| ----- | ------------------------- | -------------- | ----------------------------------- | ------ | ----------------- | ------------- | ----------------- | --------------- | --------------- | ------------- | -------- | ------ |
| 2018  | AVF by Adrián Vallés      | Dallara P217   | Gibson GK428 4.2 L V8 atmosphérique | LMP2   | LEC gén:11 cls:11 | MON Abd.      | RBR gén:14 cls:14 | SIL gén:8 cls:8 | SPA gén:9 cls:9 | ALG Abd.      | 23e      | 6      |
| 2019  | Panis-Barthez Compétition | Ligier JS P217 | Gibson GK428 4.2 L V8 atmosphérique | LMP2   | LEC gén: cls:     | MON gén: cls: | BAR gén: cls:     | SIL gén: cls:   | SPA gén: cls:   | ALG gén: cls: |          |        |

### Formule V8 3.5
| Année | Écurie                | 1       | 2       | 3        | 4        | 5       | 6       | 7       | 8       | 9       | 10         | 11      | 12      | 13      | 14      | 15         | 16      | 17      | 18        | Position | Points |
| ----- | --------------------- | ------- | ------- | -------- | -------- | ------- | ------- | ------- | ------- | ------- | ---------- | ------- | ------- | ------- | ------- | ---------- | ------- | ------- | --------- | -------- | ------ |
| 2017  | Teo Martín Motorsport | SIL 1 8 | SIL 2 5 | SPA 1 10 | SPA 2 11 | MNZ 1 8 | MNZ 2 7 | JER 1 8 | JER 2 7 | ALC 1 6 | ALC 2 Abd. | NÜR 1 9 | NÜR 2 4 | MEX 1 4 | MEX 2 3 | COA 1 Abd. | COA 2 8 |         |           | 8e       | 94     |
| 2017  | SMP Racing avec AVF   |         |         |          |          |         |         |         |         |         |            |         |         |         |         |            |         | BHR 1 7 | BHR 2 Ret | 8e       | 94     |

### GP3 Series
| Année | Écurie        | 1          | 2          | 3          | 4           | 5          | 6          | 7          | 8          | 9           | 10         | 11          | 12          | 13         | 14         | 15         | 16         | 17          | 18         | Position | Points |
| ----- | ------------- | ---------- | ---------- | ---------- | ----------- | ---------- | ---------- | ---------- | ---------- | ----------- | ---------- | ----------- | ----------- | ---------- | ---------- | ---------- | ---------- | ----------- | ---------- | -------- | ------ |
| 2014  | Trident       | CAT FEA    | CAT SPR    | RBR FEA    | RBR SPR     | SIL FEA    | SIL SPR    | HOC FEA    | HOC SPR    | HUN FEA     | HUN SPR    | SPA FEA DNS | SPA SPR DNS | MNZ FEA    | MNZ SPR    | SOC FEA    | SOC SPR    | YMC FEA     | YMC SPR    | NC       | 0      |
| 2015  | Campos Racing | CAT FEA    | CAT SPR    | RBR FEA    | RBR SPR     | SIL FEA    | SIL SPR    | HUN FEA    | HUN SPR    | SPA FEA     | SPA SPR    | MNZ FEA     | MNZ SPR     | SOC FEA 17 | SOC SPR 16 | BHR FEA 18 | BHR SPR 17 | YMC FEA Ret | YMC SPR 20 | 29e      | 0      |
| 2016  | Campos Racing | CAT FEA 17 | CAT SPR 21 | RBR FEA 18 | RBR SPR Ret | SIL FEA 20 | SIL SPR 13 | HUN FEA 16 | HUN SPR 17 | HOC FEA Ret | HOC SPR 15 | SPA FEA 17  | SPA SPR Ret | MNZ FEA 17 | SEP FEA 14 | MNZ FEA 17 | MNZ SPR 17 | YMC FEA 8   | YMC SPR 6  | 19e      | 8      |